# Riesenburg (Höhle)

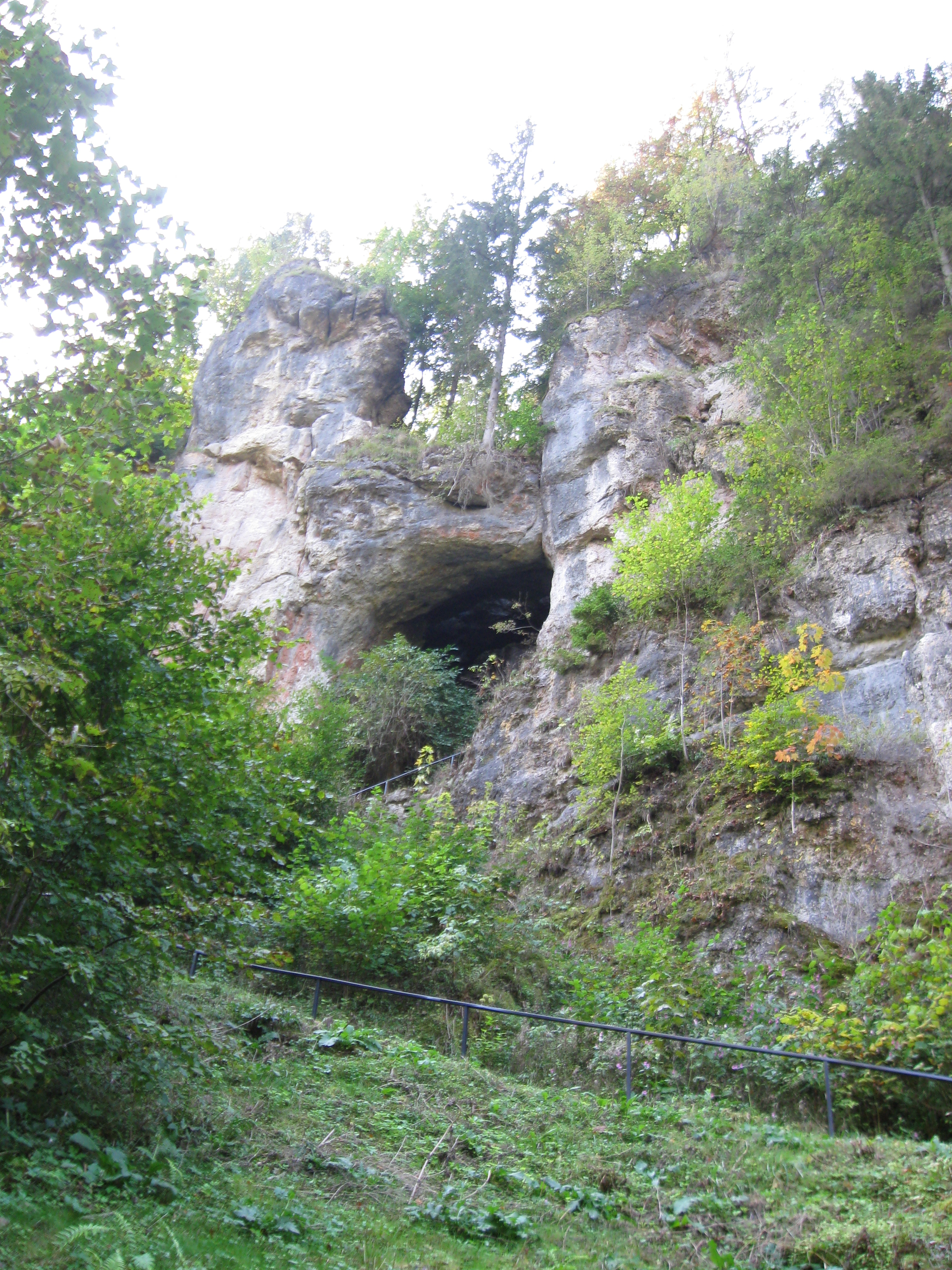
Eingangsbereich der Riesenburg (Versturzhöhle) bei Doos

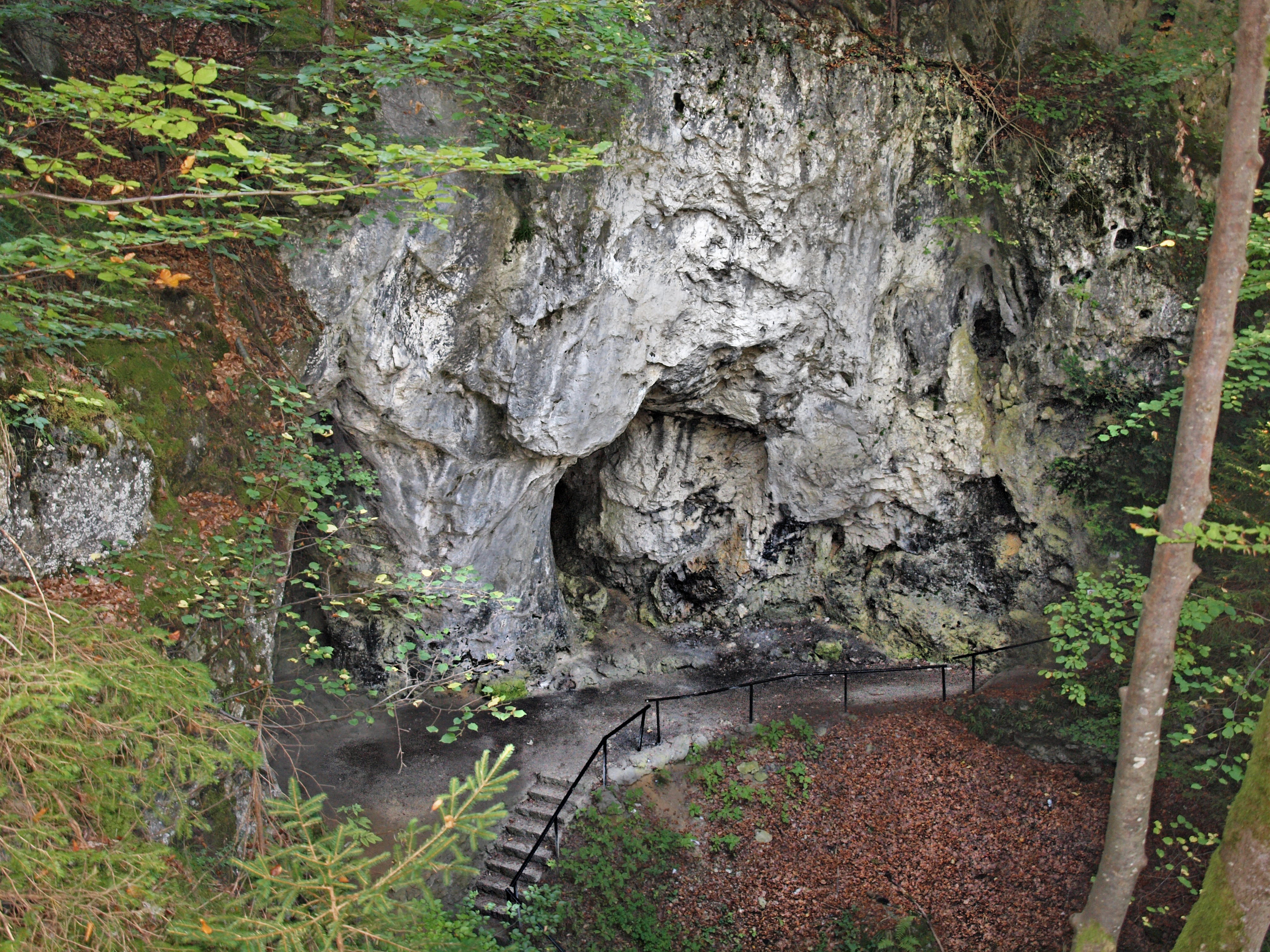
Blick ins Innere der Riesenburg

Die Riesenburg ist eine natürliche Karsthöhlenruine bei Engelhardsberg, einem Ortsteil der oberfränkischen Gemeinde Wiesenttal im Landkreis Forchheim in Bayern.
Sie befindet sich nahe Doos im Tal der Wiesent und stellt den Überrest einer größeren Karsthöhle aus Frankendolomit dar, die durch die Einwirkung von Wasser entstand.

## Entstehungsgeschichte
Im süddeutschen Weißen Jura lag im Zeitraum von etwa 161 bis 150 Millionen Jahren ganz Süddeutschland im Bereich eines Flachmeeres. In dieser Zeit wurden wegen ständiger Absenkung der Kruste mächtige Gesteinsfolgen am Meeresgrund abgelagert. Die Jura-Sedimente bilden heute den größten Teil der in der Frankenalb auftretenden Gesteine und sind auch Grundmaterial der Riesenburg.
Durch Hebungen der europäischen Kontinentalplatte gegen Ende des Oberen Jura zog sich das Meer zurück und größere Flächen wurden zu Beginn der folgenden Kreidezeit zunächst Festland. Während dieser Zeit herrschte tropisches Klima und es kam zu einer intensiven Verwitterung der vorher entstandenen Kalk- und Dolomitgesteine.
Durch diese Verkarstung entstand der unterirdische Hohlraum der Riesenburg.
Die möglicherweise in der Zeit der Oberkreide schon vorhandene Höhle wurde dann fast vollständig mit eingespülten lehmigen Sedimenten verfüllt. In dieser Zeit stieß erneut ein Meer in den Bereich der Frankenalb vor.
Nach dem Rückgang des Meeres konnte der damals höher gelegene Fluss Wiesent in die Höhle fließen, erweiterte sie und trug die abgelagerten Sedimente aus. Dadurch fehlten nun die umgebenden Gesteine und die Hohlraumfüllung, welche die Höhle vorher stabilisiert hatten. Dies führte irgendwann zu einer Instabilität in der Decke und sie stürzte fast vollständig ein. Die vorhandenen, teilweise über zehn Meter hohen, drei Bögen stellen die Rest des ehemaligen Höhlendaches dar. Einer der Bögen ist über einen Weg begehbar.
Im Tertiär erfolgte durch regionale Hebung ein erneuter Meeresrückgang sowie eine teilweise Freilegung der Juralandschaft.
Erhalten geblieben sind auch ausladenende Überhänge, so genannte Balmen, sie sind jetzt der Lebensraum von einzigartigen Pflanzengemeinschaften, den so genannten Balmenfluren.
Ein kleinerer Teil der ehemaligen Höhle existiert noch im hinteren Teil der Riesenburg.
Eine kleinere Höhle (C 82) befindet sich etwas unterhalb der Riesenburg.

## Anfahrt
Die Höhle, die im Wiesenttal 4,5 Kilometer flussaufwärts von Behringersmühle liegt, erreicht man über die Staatsstraße 2191. Von einem Parkplatz zu Füßen der Riesenburg erreicht man in etwa fünf Minuten, den Treppen folgend, die Versturzhöhle.

## Erschließungsgeschichte
Vor ihrer touristischen Entdeckung hieß sie wegen der dort weidenden Schafe und Ziegen „Geißkirche“.
In der Nähe der Höhle führt ein Pfad von der Wiesent hoch nach Engelhardsberg, auf dem vom Mittelalter bis zum  Ersten Weltkrieg das Wasser für den Ort geholt wurde.

Zur Zeit der Romantik rückte die Riesenburg in das Interesse der Menschen. Die Riesenburg wurde aus touristischem Kalkül vom Grafen Franz Erwein von Schönborn gekauft, der die vorher baumlosen Hänge aufforsten ließ, um die romantische Wirkung zu erhöhen. Auch ließ er die Riesenburg durch Wege und Treppen begehbar machen. Dies geschah anlässlich eines Besuches des bayerischen Königs  Ludwig I., der Anfang des 19. Jahrhunderts die Höhle besuchte. Ein in den Fels gemeißelter Zweizeiler des Königs am Aussichtspunkt über der Höhle erinnert an diesen Besuch: 

„Folgend dem Windzug, kommen zum Felsen die Wolken und weichen, Unveränderlich steht aber der Fels in der Zeit.“

Weitere bekannte Besucher der Riesenburg waren der Freiheitsdichter und Patriot Ernst Moritz Arndt im Jahr 1798, der Höhlenforscher Johann Christian Rosenmüller im Jahr 1804, der Naturforscher August Goldfuß im Jahr 1810, der Geschichtsforscher Joseph Heller im Jahr 1829 und der Dresdner Maler Ludwig Richter im Jahr 1837. Sie würdigten die Riesenburg in Texten und Bildern.
Der bewaldete Zustand des 19. Jahrhunderts blieb bis heute erhalten. Nur die Versturzhöhle selbst wurde freigestellt, um Besuchern den freien Blick von der Straße aus zu ermöglichen. Durch die verkehrsgünstige Lage ist die Riesenburg eine gut besuchte Sehenswürdigkeit in der Fränkischen Schweiz. Oberhalb der Riesenburg befindet sich ein Aussichtspunkt über das Wiesenttal.

## Schutzstatus
Im Höhlenkataster Fränkische Alb (HFA) ist die Höhle als C 38 registriert. Sie ist vom Bayerischen Landesamt für Umwelt als bedeutendes Geotop (474R064)  und als Naturdenkmal (ND-04584) ausgewiesen. Aufgrund von Funden aus vorgeschichtlicher Zeitstellung ist sie auch als Bodendenkmal (D-4-6133-0102) ausgewiesen. Die Riesenburg erhielt die offizielle Auszeichnung als eines der 100 schönsten Geotope Bayerns.

## Historische Abbildungen

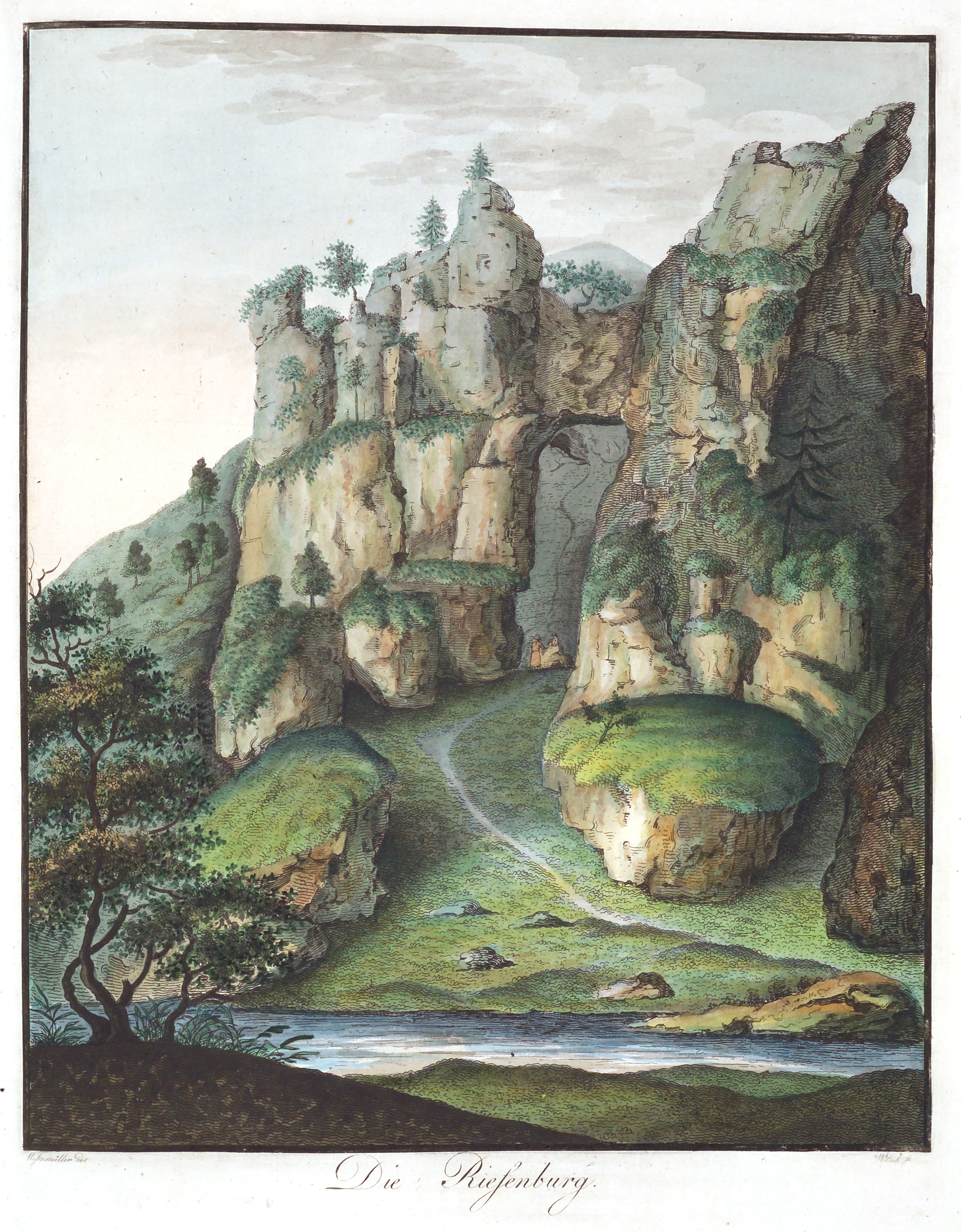
Illustration, 1804
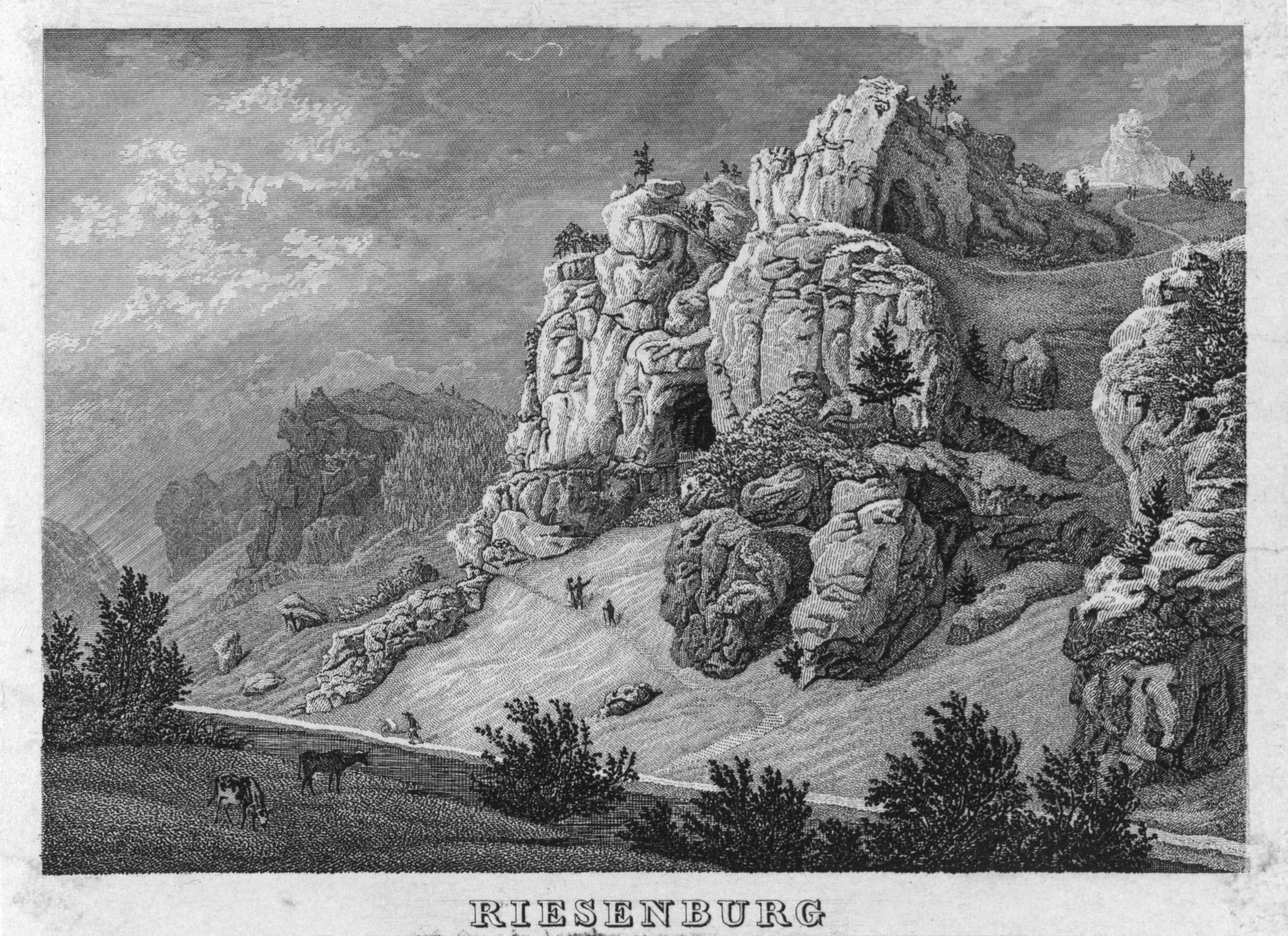
Illustration, 1834
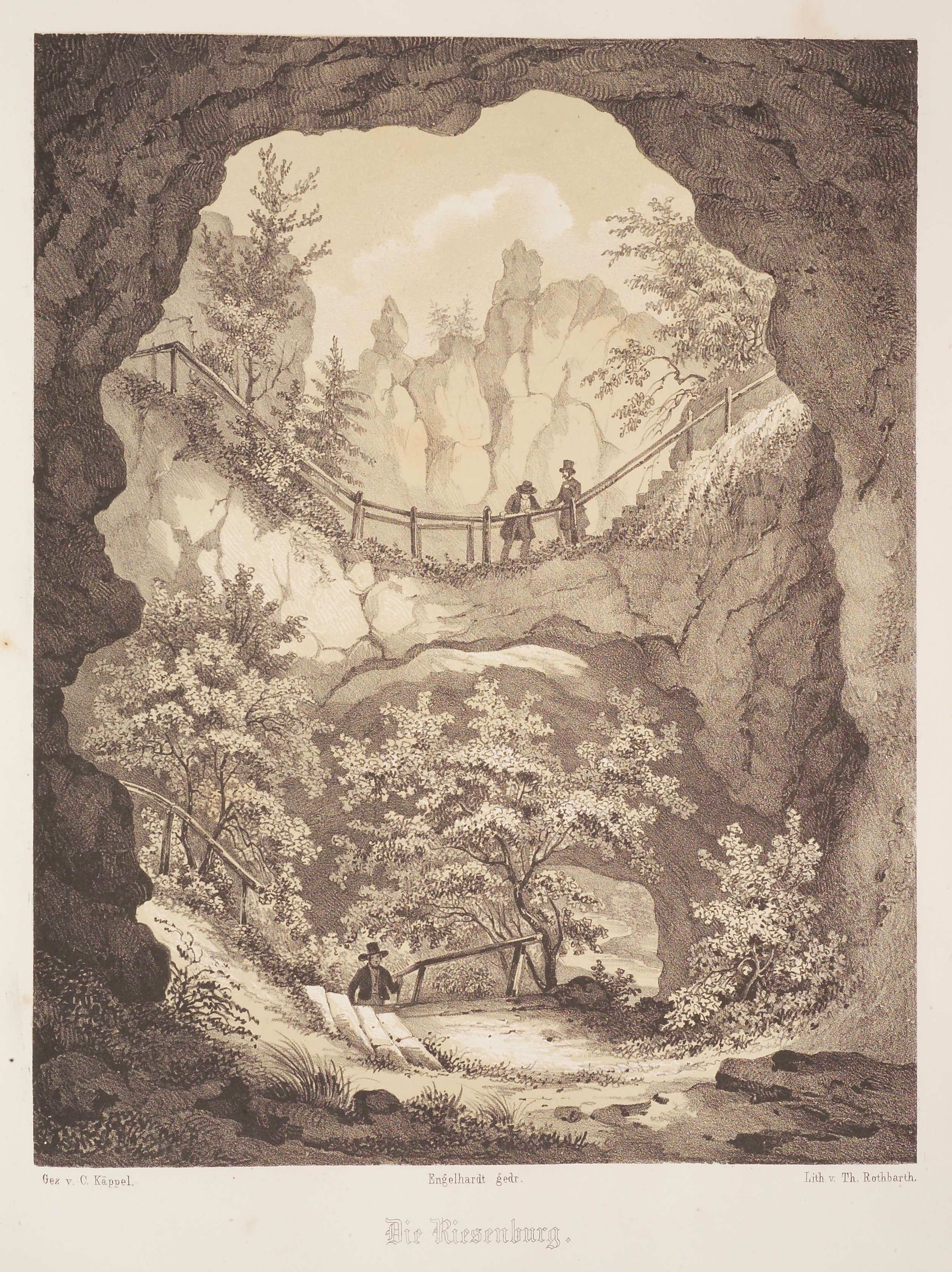
Illustration, um 1840
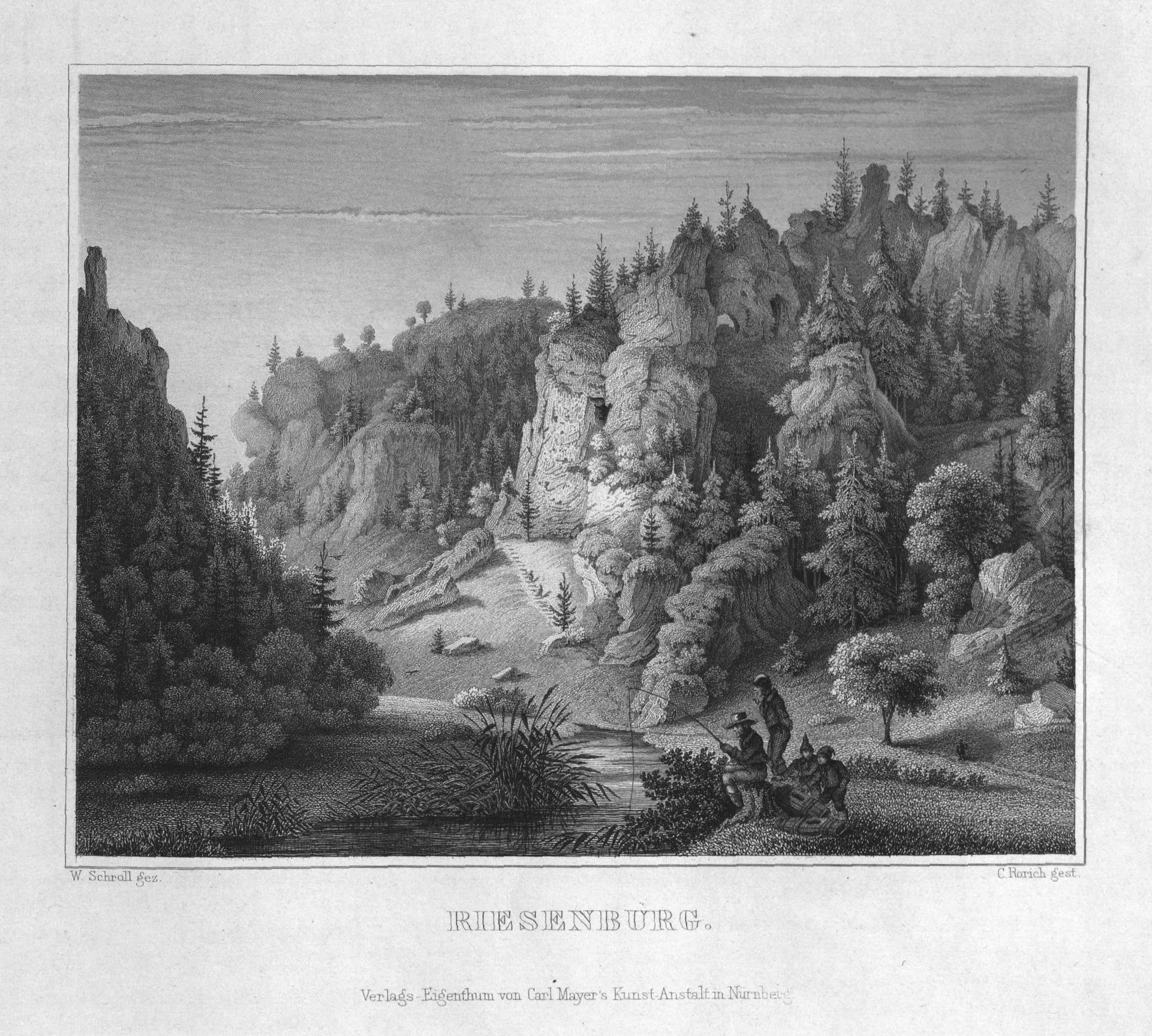
Stahlstich, 1858